# Jorge Méndez
Jorge Antonio Méndez Castillo, noto semplicemente come Jorge Méndez (Panama, 6 aprile 2001), è un calciatore panamense, centrocampista dell'Universitario.